# Clara Sola
Clara Sola è un film drammatico del 2021, coproduzione internazionale, diretto da Nathalie Álvarez Mesén.

## Trama
In un remoto villaggio in Costa Rica, Clara, una donna di quarant'anni che vive con la madre e la nipote, comincia un cammino di liberazione dalle convenzioni religiose e sociali che hanno dominato la sua vita.

## Riconoscimenti
Guldbagge - 2021
Miglior film
Miglior regista a Nathalie Álvarez Mesén
Migliore sceneggiatura a Nathalie Álvarez Mesén e Maria Camila Arias
Migliore fotografia a Sophie Winqvist Loggins
Candidatura a miglior attrice a Wendy Chinchilla Araya
Candidatura a miglior attore non protagonista a Daniel Castañeda Rincón
Candidatura a migliori effetti visivi a Martin Malmqvist
Premio Magritte - 2023
Candidatura a miglior film straniero in coproduzione